# Arcevia
Arcevia ist eine italienische Gemeinde (comune) mit 4190 Einwohnern (Stand 31. Dezember 2023) in der Provinz Ancona in den Marken.

## Geografie
Die Gemeinde liegt etwa 48 Kilometer südwestlich von Ancona und gehört zur Comunità montana dell’Esino Frasassi. Durch die Gemeinde fließt die Misa.
Zu den Ortsteilen gehören Avacelli, Castiglioni, Caudino, Colle Aprico, Conce di Arcevia, Costa, Loretello, Magnadorsa, Montale, Monte Sant’Angelo, Nidastore, Palazzo, Piticchio, Prosano, Ripalta, San Ginesio di Arcevia, San Giovanni Battista, San Pietro in Musio, Sant’Apollinare, Santo Stefano und Vado.
Die Nachbargemeinden sind Barbara, Castelleone di Suasa, Genga, Mergo, Montecarotto, Pergola (PU), Rosora, San Lorenzo in Campo (PU), Sassoferrato, Serra de’ Conti und Serra San Quirico.

## Geschichte
Aus der Eisenzeit ist eine gallische Nekropole erhalten geblieben. Arcevia tauchte erstmals urkundlich mit seinem ursprünglichen Namen Rocca Contrada im Jahre 1065 auf. 1817 erhielt die Ortschaft dann Stadtrechte und ihren neuen Namen Arcevia.

## Gemeindepartnerschaften
- Ribnica, Jugovzhodna Slovenija

## Verkehr
Mit der Nachbargemeinde Sassoferrato besteht dort ein gemeinsamer Bahnhof an der Strecke von Pergola nach Fabriano. Durch den Ort führt auch die ehemalige Strada Statale 360 Arceviese (heute: Provinzstraße) von Senigallia nach Scheggia e Pascelupo.

## Persönlichkeiten
- Anselmo Anselmi (1859–1907), Lokalhistoriker
- Teobaldo Cesari (1804–1879), Generalabt der Zisterzienser; geboren im Ortsteil Palazzo
- Giuseppe Gianfranceschi SJ (1875–1934), Jesuit und Wissenschaftler
- Fernando Palazzi (1884–1962), Literat und Lexikograf
- Angelo Rocca (1545–1620), Geistlicher, Leiter der Vatikanischen Druckerei
- Elio Sgreccia (1928–2019), Kardinal; geboren im Ortsteil Nidastore